# Carta comercial d'Empòrion

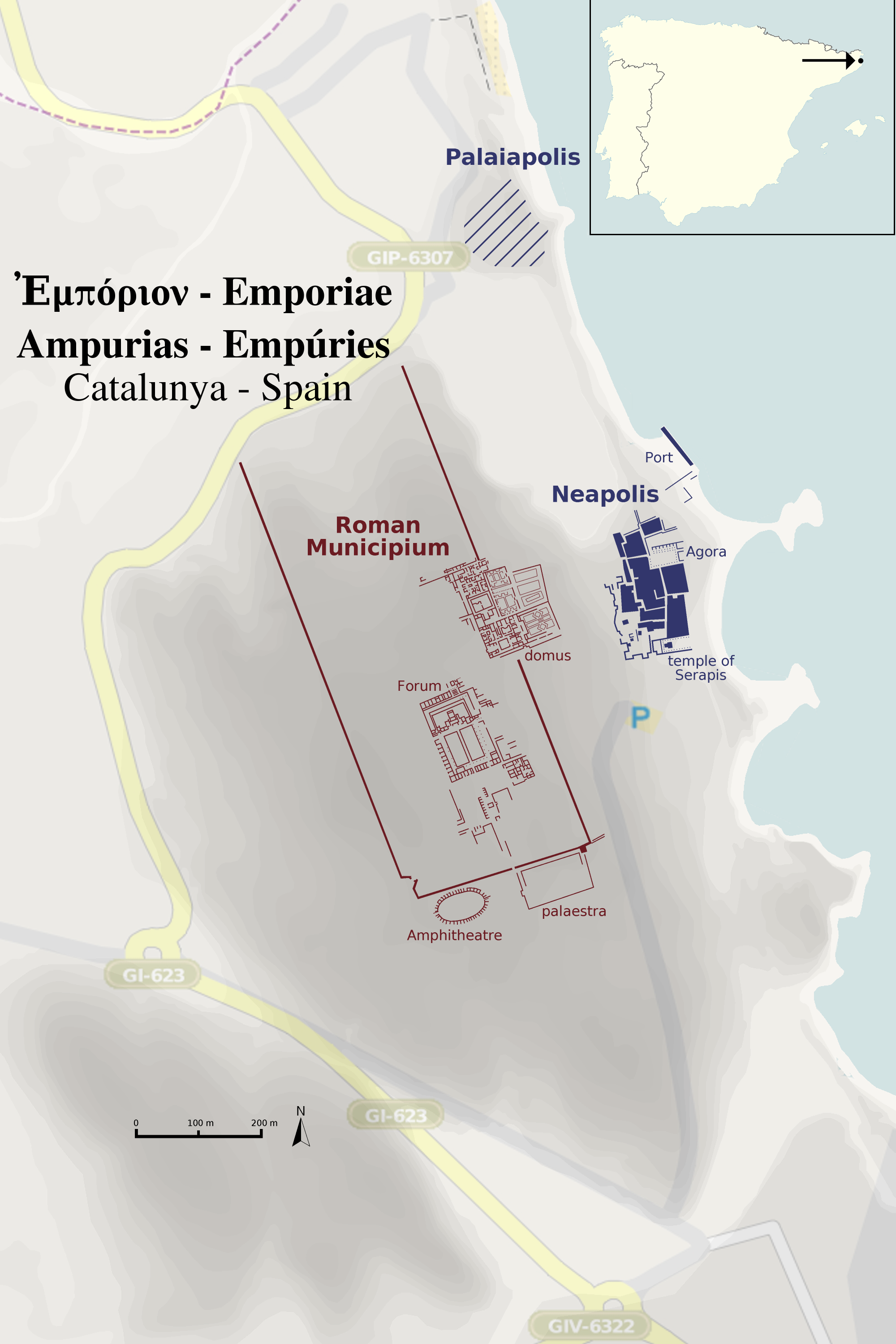
Mapa de les excavacions emporitanes

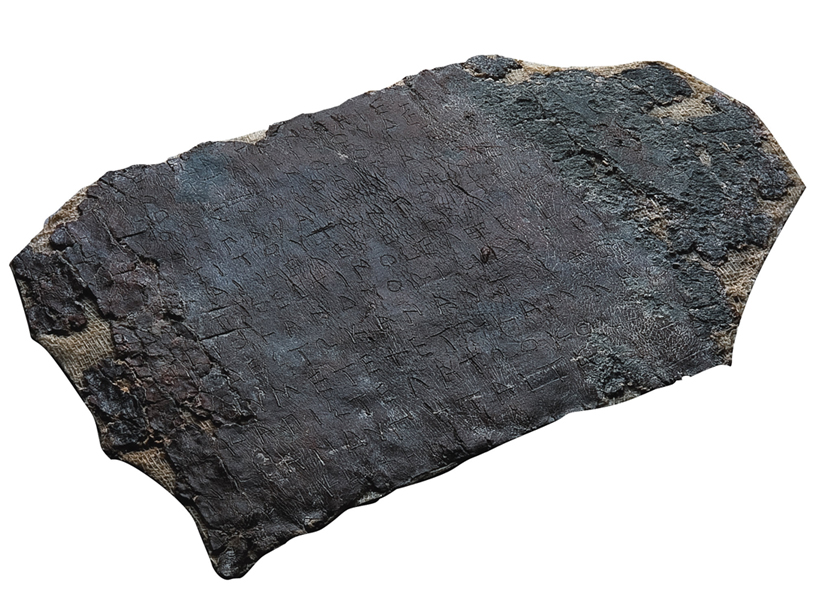
Carta comercial d'Empòrion

La Carta comercial d'Empòrion és una carta comercial sobre una làmina de plom que fou descoberta l'any 1985 a la zona nord de la neàpolis d'Empúries (antiga Ἐμπόριον). El plom fou trobat enrotllat al terra d'una habitació d'una casa, sota un munt de totxos caiguts de la part superior del mur de l'habitació. Actualment, la carta es troba a la seu d'Empúries del Museu Arqueològic de Catalunya.

## Descripció
Un cop desenrotllat, el plom té forma de tauleta rectangular; pesa 90,2 gr i les seves mides són 9,5 cm d'alçària; 14,2 cm d'amplària; i 0,1 cm de gruixària.
Tant la part dreta com l'esquerra del plom es troben en un estat de conservació força dolent. La part central, en canvi, està en molt bon estat. Aquesta part és de color marró, mentre que la resta és d'un gris verdós.

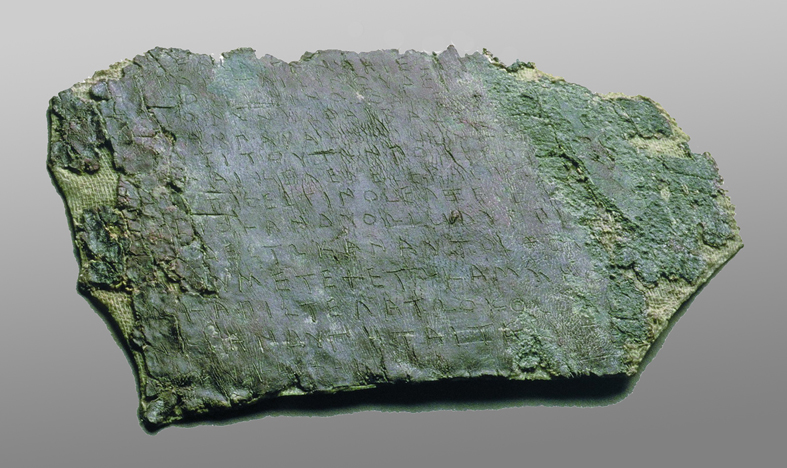
Làmina de plom desenrotllada

## Datació
Tot i que el context arqueològic en què el plom fou trobat correspon a final del segle v aC, la carta ha estat datada a la primera meitat del segle v aC, a partir de criteris lingüístics i paleogràfics.

## Text i traducció
A la cara interior del plom s'hi troba una inscripció de catorze línies. Les lletres, gravades amb una punta molt fina, augmenten la seva grandària a mesura que avança el text. No hi ha separació entre paraules ni tampoc interpunció.
Degut a les condicions de conservació, el text que es troba inscrit a la part central del plom és de fàcil lectura, mentre que el que es troba a la dreta i a l'esquerra s'ha perdut. Per aquesta raó, és impossible saber la llargària exacta de les línies. Sens dubte, l'última línia conté una fórmula d'acomiadament, mentre que a la part superior del plom, per damunt de la primera línia de lectura, hi ha marques d'unes lletres, de les quals no s'ha pogut donar una interpretació satisfactòria.

### Edició
Per a l'edició d'aquest text se segueix la proposta de R. A. Santiago:
[‒ ‒ ‒]ν̣[‒ ‒ ‒]?
[‒ ‒ ‒][κελεύε̄] ο̣[κ]ω̣ς ἐν Σαιγάνθηι ἔσηι, κἂν [‒ ‒ ‒] 		 1
[‒ ‒ ‒] Ἐ̣μππορίταισιν οὐδ' ἐπιβα̣[‒ ‒ ‒]
[‒ ‒ ‒]νε̣ς ἢ ἔ̣κοσι κοἶνος {καὶ οἶνος} οὐκ ελ̣σω̣[....]δ[‒ ‒ ‒]
[‒ ‒ ‒]ἐν Σαιγ]άνθηι ὀνωνῆσθαι Βασπεδ[...]π[λοῖον ‒ ‒ ‒]
[‒ ‒ ‒]αναρσαν παρακομίσε̄ν κἂς [..]ε[......]ο̣[‒ ‒ ‒] 		 5
[‒ ‒ ‒]λ..εωνι τί τούτων ποητέον [..]ν[‒ ‒ ‒]
[‒ ‒ ‒]τα καὶ κελεύε̄ σε Βασπεδ[..]εδ̣ε̣ι[‒ ‒ ‒]
[‒ ‒ ‒ ἔρε]σθαι ε̣ τίς ἐστιν ὂς ἔλξει ἐς δ[.]οστ. α[‒ ‒ ‒]
[‒ ‒ ‒ ἠ]μέτερον· κἂν δύο ὤισι, δύο προ̣[εσ]θ[ω ‒ ‒ ‒]
[‒ ‒ ‒]ἀ̣ρ[χ]ὸς δ' ἔστω· κἂν αὐτὸς θέλ[ηι ‒ ‒ ‒] 			 10
[‒ ‒ ‒ τὤ]μ[υ]συ μετεχέτω· κἂμ μὴ ὀ[μο]ν̣[οηι ‒ ‒ ‒]
[‒ ‒ ‒]τ̣ω κἀπιστε̄λάτω ὀκόσο̄ ἂν[‒ ‒ ‒]
[‒ ‒ ‒]ν ὠς ἂν δύνηται τάχιστα[‒ ‒ ‒]
[‒ ‒ ‒κεκ]έλευκα· χαῖρε. vacat

### Aparat crític
1 (δεῖ σε ἐπιμελε̄́σθαι)] ο̣[κ]ω̣ς: ὅπως / ὤς ZPE 72: ῳς ... καν Slings: δεῖ σε επιμελέσθαι] ὄ[κ]ως ἐν Efenterre-Ruzé: <Ζ>α<κ>άθηι Musso: ὂ[κ]ως ZPE 68. 2 ἐ]ππορίταισιν (= μέτοικοι) / Ἐ]ππορίταισιν / ἀ]ππορίταισιν (= ἀμφορίτης) Musso: ἐπιβα̣[ίνηις ZPE 84: ἐπιβα̣[ίνε̅ν ZPE 72: ἐπιβα̣[ταισι ZPE 68 ZPE 72: ἐπιβα̣ Slings: ἐπιβά̣[ταισιν] Efenterre-Ruzé. 3 ἐ̣σ̣[…]δ[ Slings: πλέο]νε̣ς Efenterre-Ruzé: ἐλάσσο]νε̣ς ZPE 80: πλεο]νε̣ς ... οὐκ ἐς θ̣...δ[...ZPE 72: ἐ̣λ̣ά̣[σσων ἤ]δ[έκα ZPE 80. 4 (φορτίον τό ἐν / φορτηγέσιον); Σαιγ]άνθηι ZPE 72: ]αν θήϊον ωνῆσθαι βὰς πέδ[ον καρ]π[ητανῶν Musso: [--Σαιγ]άνθηι ὀνῳνῆσθαι Slings: φορτίον τὸ ἐν Σαιγ]άνθηι ὄν Efenterre-Ruzé: Σαιγ]άνθηι ὂν ὠνῆσθαι (φορτίον τὸ ἐν) ZPE 68: Σαιγ]άνθηι ὂν, ὠνῆσθαι ZPE 72: Σαιγ]ανθηῖον ὠνῆσθαι ZPE 80. 5 ]αν ἄρσαν ZPE 72: ἄναρσαν ZPE 72: αν ἄρσαν παρακομί<ζ>εν κα[σσίτ]ερτον Musso: ]αναρσαν Slings: ἐς ]αν Ἄρσαν παρακομισεν κασ[ ]εν̣[ López García: [ἀκάτιον / πλοῖον ...]αν ἄρσαν ZPE 80, ZPE 84, Slings, Musso. 6 α / δ ... [ἠμῖ]ν... ZPE 72: ]α. ε̣ωνι… ποητέον [ἠμῖ]ν Efenterre-Ruzé: [ἠμι]ν̣[ ZPE 72. 7 ἔλκ̣[εν ZPE 72: καὶ κελεύε<ι> σι / καὶ κελεύ{ε}σε<ι> βὰς πεδ[ον] Ἐλι[βυργίων] Musso: σ̣α καὶ κελεύε σε Βασπεδ[..]ελ.[---] Slings: ἐρώ]τα καὶ κέλευε ZPE 72. 8 (εἴ / ἢ) ZPE 72: ]σ̣θαι· τις ἔστιν ὅς ἕλξει López García: ἔλξει ZPE 68 Slings: ἔλξε̄ι ZPE 72: [- ἔρε]σθαι .. τίς ZPE 144.	 9 ]μέτερο ν· κἄν δύο ὦισι, δύο προ[..]θ[...]χ[---] Slings. 10 μ̣ (μ/λ).π(μ/γ)ος ZPE 72: ]...ος δ' ἔστω... θέλη[ι..]θ̣α̣ι̣[---] Slings: ]μ. πος; ]λ̣[ ]ος Efenterre-Ruzé.	 11 κἂμ μὴ ο.[.]μ[---] Slings: μὴ ὀ[μο]λ[όγηι] Efenterre-Ruzé: ὀ[μο]λ̣[όγηι ZPE 80. 	12 κἀπιστε<ι>λάτω ὀκοσο<υ> ἄν [δοκῇ Musso: μενά]τω Efenterre-Ruzé: μεν]άτω ZPE 72. 14 ταῦτα κεκ]έλευκα DG.

### Traducció
«...[X t'encarrega] que estiguis a Saiganthe i si […] als emporitans i no embarquis(?) […] més de vint i vi no menys de(?) […] que a Saiganthe té comprat un vaixell Basped- […] per fer transport al llarg de la costa fins i tot […] quina d'aquestes coses cal fer a ..l..eon...(?) […] també t'encarrega que a Basped-[…] preguntis si hi ha algú que remolqui fins D... el nostre (vaixell?). I si n'hi hagués dos, que enviï els dos […] però que ell sigui el patró (?) I si ell, pel seu compte, volgués [participar en la comercialització][…] que vagi a mitges, i si no hi estigués d'acord […] que […] i que digui per carta per quant [estaria disposat a fer-ho]... el més aviat que pugui... Aquests són els meus encàrrecs. Salut.»

## Comentari
La importància d'aquesta làmina radica tant en el contingut de la carta com també en el dialecte grec que s'hi documenta.
Pel que fa al dialecte, la carta està escrita en dialecte jònic oriental, en concret en dialecte de la ciutat de Focea, tot i que té préstecs del dialecte eòlic de Lesbos i del nord d'Àsia Menor. És el text més antic i extens escrit en dialecte foceu que es coneix juntament amb la carta sobre plom trobada a Pech Maho. No té cap influència de la koiné jònica. També s'hi testimonien alguns gràfics d'arcaismes. Atès que Empòrion fou fundada en el marc de la colonització focea occidental, hom pot deduir que a Empòrion es va preservar el dialecte propi de la metròpolis.
Pel que fa al seu contingut, és una carta de tipus comercial, i això es fa palès en l'ús d'un lèxic i d'una fraseologia de tecnicismes propis de la llengua del comerç. Des de finals d'època arcaica es va consolidant l'ús en aquests documents d'una llengua específica en l'àmbit comercial. A aquesta carta i la de Pech Maho demostren l'existència en època primerenca d'activitats comercials entre Massàlia (l'antiga Marsella) i Empòrion, i potser també Sagunt. Es creu que el nom de Σαιγάνθηι podria ser una adaptació grega del nom ibèric de Sagunt, com Saguntum ho és en llatí. També aporta dades sobre la col·laboració comercial estreta entre grecs i indígenes. Aquestes relacions serien un reflex de la convivència entre grecs i ibers a la ciutat d'Empúries, que comenta Estrabó III.4.8. El contingut de la carta ha estat objecte de diverses interpretacions:
- És una carta comercial on A dona instruccions a B relacionades amb el comerç marítim. A seria un comerciant i armador, propietari d'un vaixell i resident a Massàlia, i B seria una persona de la seva confiança, potser el seu delegat a Empòrion. Aquestes instruccions les haurien de realitzar tant el delegat com un tal Basped-, probablement un iber.
- És una carta d'un armador foceu al capità d'un dels seus vaixells amb dificultats a Empòrion. Basped- seria el corresponsal encarregat de comprar mercaderies a Saiganthe.
- No és una carta relacionada amb el comerç marítim, sinó relacionada amb el comerç de sofre d'estany.

La carta suggereix un comerç altament organitzat i complex. També es pot deduir que la resposta enviada per carta seria ràpida, ja que l'emissor es trobaria a un indret proper a Massàlia i Empòrion. Per tant, seria habitual l'ús de l'escriptura en relacions entre comerciants de diferents orígens i el bilingüisme. La carta podria ser utilitzada com a registre i document de control de les activitats dutes a terme.
Participaven grups humans de diversos orígens, d'entre ells, grec, a aquest comerç de la zona de l'extrem occidental. Es menciona dos cops a un tal Basped-, que seria un indígena ibèric i seria clau per al desenvolupament d'una tasca comercial. El nom d'aquest home està incomplet en els dos casos.
Aquesta relació es desenvoluparia per una proximitat física que seria el resultat de dos factors: de l'intercanvi comercial i de la cooperació mercantil entre grecs i indígenes a Empòrion.